# Azeotropija
Azeotropija (grčki: „vrije bez promjena“) je pojava da smjese nekih tekućina određenog sastava (omjera), koji nazivamo azeotropna smjesa, vriju pri stalnoj temperaturi i tlaku dajući pare istog sastava kao što ga ima tekućina. Govorimo o tekućinama koje se miješaju u svim omjerima. Azeotropija je odstupanje od tipičnog ponašanja kad se sastav para iznad tekuće smjese razlikuje od sastava same smjese.
Pojava je značajna za razumijevanje tijeka destilacije kojom želimo razdvojiti sastojke iz smjese, odnosno dobiti sastojke u čistom stanju.

## Raoultov zakon (1886.)
Tlakovi para iznad smjese tekućina podliježu Raoultovom zakonu:
„Parcijalni tlak para jednog sastojka u smjesi tekućina jednak je tlaku para čistog sastojka pomnoženim s njenim množinskim udjelom u smjesi.”
{\displaystyle p(A)=\chi (A)\cdot p^{*}(A)}
p(A) - parcijalni tlak sastojka A
χ(A) - množinski udio sastojka A u smjesi
p*(A) - tlak para čiste tekućine A
Ukupan tlak para smjese dviju tekućina je zbroj parcijalnih tlakova: {\displaystyle \quad p=p(A)+p(B)=\chi (A)\cdot p^{*}(A)+\chi (B)\cdot p^{*}(B)}
Ako se radi o idealnoj otopini ukupni tlak para linearno prati vrijednosti od p*(A) do p*(B). Kako tlak para smjese ovisi o sastavu smjese tako i vrelište smjese ovisi o sastavu smjese. U praksi idealnih otopina je malo jer na ponašanje smjese utječu Van der Waalsove sile.

## Fazni dijagram tekuće – plinovito
Ako na os x nanesemo vrijednosti sastava smjese a na os y nanesemo vrijednosti temperature na kojima smjesa vrije imamo fazni dijagram tekuće/plinovito. Krivulja povezuje temperaturu vrelišta sastojka A s temperaturom vrelišta sastojka B, tako da krivulja najčešće nije ravna crta već je „obješena“. Dijagramu možemo dodati još i krivulju koja prikazuje sastav para smjese u ovisnosti o sastavu smjese. Krivulja također povezuje temperaturu vrelišta sastojka A s temperaturom vrelišta sastojka B i nije ravna crta već je „izdignuta“. Dijagram sada zorno pokazuje tijek destilacije.
Tijekom destilacije pretežito isparava hlapljiviji sastojak. Destilaciju počinjemo kod smjese sastava a, koja daje sastav para a’ i kondenzirani destilat istog sastava a’. Ponavljamo destilaciju sa smjesom sastava a’, dobijemo pare sastava a’’ i destilat istog sastava. Ponavljanjem postupka destilacije možemo potpuno razdvojiti sastojke iz tekuće smjese, možemo hlapljiviji sastojak sve više koncentrirati. To vrijedi u većini slučajeva. U praksi se destilacija izvodi u jednom koraku ali se primjenjuje postupak frakcijske destilacije.

## Odstupanje od očekivanog – azeotropna smjesa
Smjese nekih tekućina imaju tlakove para veće od očekivanih, imaju pozitivna odstupanja od Raoultova zakona. Zbog većeg tlaka vrelište je niže. To sniženje točke vrelišta može biti toliko da smjesa vrije pri nižoj temperaturi nego bilo koji sastojak. Smjesa takvog sastava je azeotrop minimalnog vrelišta. Primjer su etanol i voda koji tvore azeotropnu smjesu s minimalnim vrelištem od 78,2 °C ako je množinski udio etanola 95,6%. Čisti etanol ima vrelište od 78,5 °C i zato destilacijom ne možemo dobiti etanol udjela 100% već najviše 95,6%. To vrijedi općenito: destilacijom ne možemo koncentrirati smjesu dalje od azeotropnog sastava.
Neke smjese pokazuju negativna odstupanja od Raoultova zakona a time vrelište smjese raste. To povišenje točke vrelišta može biti toliko da smjesa vrije pri višoj temperaturi nego bilo koji sastojak. Smjesa takvog sastava je azeotrop maksimalnog vrelišta. Primjer je nitratna kiselina masenog udjela 68,2% koja vrije bez promjene sastava pri 121 °C. Frakcijskom destilacijom azeotropne smjese mogu se dobiti jedan čisti sastojak i azeotrop.